# 多国观察员部队
多国观察员部队（Multinational Force and Observers，MFO），是一支根据1979年戴维营协议而设立的维持和平部队，主要任务是监督埃及和以色列履行和平协议。
戴维营协议签订后，美国军队担负起监督双方履行协定的义务，但是美国希望由联合国维持和平部队接受这一义务。1981年，联合国安理会由于苏联行使否决权，无法做出部署维持和平部队的协议。此后，在美国的斡旋下，一些国家在联合国的框架之外提供部队，组成了多国观察员部队。
目前，该部队的成员国有11个：
- - 澳大利亚，25人
- 加拿大 - 加拿大，28人
- 哥伦比亚 - 哥伦比亚，358人
- 斐济 - 斐济，329人
- 法國 - 法国，15人
- 匈牙利 - 匈牙利，41人
- 義大利 - 意大利，75人、4艘军舰
- 新西兰 - 新西兰，27人
- 挪威 - 挪威，6人
- 美国 - 美国，687人
- 乌拉圭 - 乌拉圭，87人